# Leptosphaeria compressa
Leptosphaeria compressa är en svampart som tillhör divisionen sporsäcksvampar, som först beskrevs av Heinrich Rehm och som fick sitt nu gällande namn av Lennart Holm. 
Leptosphaeria compressa ingår i släktet Leptosphaeria och familjen Phaeosphaeriaceae. Arten är reproducerande i Sverige.